# سکلنه (ناحیه سویتاوی)
سکلنه (به چکی: Sklené) یک منطقهٔ مسکونی در جمهوری چک است که در ناحیه سویتاوی واقع شده‌است. سکلنه ۹٫۹۶ کیلومتر مربع مساحت و ۲۲۶ نفر جمعیت دارد و ۵۱۰ متر بالاتر از سطح دریا واقع شده‌است.